# Shared Source Common Langage Infrastructure
 (septembre 2020).
Si vous disposez d'ouvrages ou d'articles de référence ou si vous connaissez des sites web de qualité traitant du thème abordé ici, merci de compléter l'article en donnant les références utiles à sa vérifiabilité et en les liant à la section « Notes et références ».
Le Shared Source Common Language Infrastructure (SSCLI, ancien nom rotor) est l'implémentation Microsoft de la CLI compatible Windows, FreeBSD (version 4.7) et Mac OS X 10.2. 
À cause de sa licence ne permettant la modification et la redistribution de code que pour un usage personnel ou académique, cette implémentation ne peut pas être utilisée dans un but commercial. La licence s'adresse donc à des étudiants ou des hackers qui veulent étudier en détail l'implémentation des bibliothèques .NET de Microsoft ou en savoir plus sur les technologies utilisées par les compilateurs multiplate-formes.